# Daniel Cadet
Daniel Cadet (Puerto Príncipe; 4 de enero de 1960) es un exfutbolista haitiano de las décadas de 1970 y 1980.

## Trayectoria
Apodado Ti Nazaire y Goebbels, jugó toda su carrera de 1976 a 1992 en el Racing Club Haïtien. En 1977, fue prestado al Violette A.C y no logró un título.

## Selección nacional
Fue internacional de 1977 a 1992 y jugó tres partidos en el Campeonato de Naciones de la Concacaf de 1977, que era la ronda final de las eliminatorias de la Copa del Mundo de 1978.
También estuvo en la Copa del Caribe de Naciones 1979 que él y su país ganaron. En el Campeonato Concacaf de 1981, anotó su único gol, que fue contra México el 11 de noviembre, un pesado disparo con su pie izquierdo a 30 metros del arco en el minuto 47 antes de que Hugo Sánchez igualara a tres minutos del final.
Disputó cuatro juegos en el Campeonato Concacaf 1985 y su último encuentro fue contra Bermuda el 24 de mayo de 1992, como parte de las eliminatorias de la Copa del Mundo de 1994.

### Participaciones en Campeonatos Concacaf
| Copa                                          | Sede     | Resultado    | Part. | Goles |
| --------------------------------------------- | -------- | ------------ | ----- | ----- |
| Campeonato de Naciones de la Concacaf de 1977 | México   | Subcampeón   | 3     | 0     |
| Campeonato de Naciones de la Concacaf de 1981 | Honduras | Sexto lugar  | 5     | 1     |
| Campeonato de Naciones de la Concacaf de 1985 | Varias   | Noveno lugar | 4     | 0     |

## Clubes
| Club              | País  | Año       |
| ----------------- | ----- | --------- |
| Racing Haïtien    | Haití | 1976-1992 |
| Violette (cesión) | Haití | 1977      |

## Palmarés

### Títulos internacionales
| Título                     | Equipo | Sede    | Año  |
| -------------------------- | ------ | ------- | ---- |
| Copa de Naciones de la CFU | Haití  | Surinam | 1979 |